# チャールズ・ルイス・ジュニア
チャールズ・ルイス・ジュニア（Charles Lewis, Jr.、男性、1963年6月23日 - 2009年3月11日 ）は、アメリカ合衆国の実業家。格闘技ブランドTapoutの設立者の一人。

## 来歴

### 死去
2009年3月11日午前１時過ぎ、カリフォルニア州ニューポートビーチで愛車の赤のフェラーリを運転中に白のフェラーリに衝突され、その場で死去した。

### UFC殿堂
2009年7月10日、UFC 100にてUFC殿堂入りを果たした。

## 表彰
- UFC 殿堂入り 功労者部門（2009年）

## 出演
- History of MMA（2012）